# 土居愛実 (セーリング選手)
土居 愛実（どい まなみ、1993年8月29日 - ）は、神奈川県横浜市出身のセーリング選手。
山手学院中学校・高等学校、慶應義塾大学環境情報学部卒業。アビームコンサルティング所属。2012年のロンドンオリンピックから3大会連続で女子レーザーラジアル級のオリンピック代表に選ばれている。兄はリオデジャネイロオリンピック男子470級代表の土居一斗。

## 来歴
- 小学2年生の時に兄の練習について行き、コーチに「ジュースを20本あげるからやろう」と誘われたのがセーリングを始めたきっかけ[1]。横浜ジュニアヨットクラブで競技を始め、海面を滑走する楽しさにのめり込んでいった。
- レーザーラジアル級で高校2年生の時にユース世界選手権で銀メダルを獲得した[2]。
- 18歳で2012年ロンドンオリンピックに初出場し、31位。
- 2016年リオデジャネイロオリンピックに出場し、20位。この大会で念願の兄妹揃ってのオリンピック出場を果たした。
- 2017年世界選手権においてレーザーラジアル級で日本人初となる銅メダルを獲得した[3]。
- 2018年にはジャカルタ・アジア大会で11レース中トップ9回という圧倒的なスコアで金メダルを獲得した[4]。
- 2020年、メルボルンで開催された世界選手権で総合8位となり、3大会連続のオリンピック代表に内定した[5]。
- 2021年、ILCAヨーロッパ大陸予選に出場し、総合3位[6]。
- 2021年7月の開催となった東京オリンピックに日本代表として出場した。土居はこの大会を競技人生の集大成と位置づけていた[7]が、10レース終えて15位となり、最終のメダルレースには進めなかった[8]。